# Stuart Dutamby
Stuart Dutamby (ur. 24 kwietnia 1994 w Saint-Germain-en-Laye) – francuski lekkoatleta specjalizujący się w biegach sprinterskich. 
W 2013 zajął 7. miejsce na dystansie 200 metrów podczas juniorskich mistrzostw Europy w Rieti. Złoty medalista młodzieżowego czempionatu Europy w sztafecie 4 × 400 metrów (2015). W 2016 wraz z kolegami ze sztafety 4 × 400 metrów sięgnął po srebro mistrzostw Europy w Amsterdamie. Olimpijczyk z Rio de Janeiro (2016). 
Medalista mistrzostw Francji oraz reprezentant kraju na IAAF World Relays.

## Osiągnięcia
| Rok  | Impreza                                 | Miejsce        | Konkurencja             | Lokata     | Wynik |
| ---- | --------------------------------------- | -------------- | ----------------------- | ---------- | ----- |
| 2013 | Mistrzostwa Europy juniorów             | Rieti          | bieg na 100 metrów      | 7. miejsce | 10,74 |
| 2013 | Mistrzostwa Europy juniorów             | Rieti          | sztafeta 4 × 100 metrów | 4. miejsce | 40,07 |
| 2015 | Młodzieżowe mistrzostwa Europy          | Tallinn        | bieg na 200 metrów      | 5. miejsce | 20,89 |
| 2015 | Młodzieżowe mistrzostwa Europy          | Tallinn        | sztafeta 4 × 100 metrów | 1. miejsce | 39,36 |
| 2016 | Mistrzostwa Europy                      | Amsterdam      | bieg na 100 metrów      | półfinał   | 10,26 |
| 2016 | Mistrzostwa Europy                      | Amsterdam      | sztafeta 4 × 100 metrów | 2. miejsce | 38,38 |
| 2016 | Igrzyska olimpijskie                    | Rio de Janeiro | sztafeta 4 × 100 metrów | eliminacje | 38,35 |
| 2017 | IAAF World Relays                       | Nassau         | sztafeta 4 × 100 metrów | 5. miejsce | 39,83 |
| 2017 | Superliga drużynowych mistrzostw Europy | Lille          | bieg na 100 metrów      | 8. miejsce | 10,48 |
| 2018 | Mistrzostwa Europy                      | Berlin         | bieg na 200 metrów      | półfinał   | DNS   |
| 2018 | Mistrzostwa Europy                      | Berlin         | sztafeta 4 × 100 metrów | 4. miejsce | 38,51 |

## Rekordy życiowe
- Bieg na 60 metrów (hala) – 6,87 (2014)
- Bieg na 100 metrów – 10,12 (2016)
- Bieg na 200 metrów – 20,41 (2018)